# مارغوت لويولا
مارغوت لويولا بالاسيوس  (بالإسبانية: Margot Loyola Palacios)‏ وتعرف اختصارا ب مارغوت لويولا (بالإسبانية: Margot Loyola)‏ (15 سبتمبر 1918 – 3 غشت 2015)، هي موسيقية، مغنية تقليدية وباحثة في الفلكلور التشيلي وأمريكا اللاتينية عامة.
نشطت مارغوت كموسيقية لعدة عقود. نشرت مجموعة كبيرة من الأعمال تتحدث عن الأنواع الموسيقية، الموسيقى الفلكلورية والمخصصة لجميع الجهات التشيلية، وكذلك في بلدان جنوب أمريكا. كما أنها كانت تُدَرِّس الموسيقى.

## حياتها

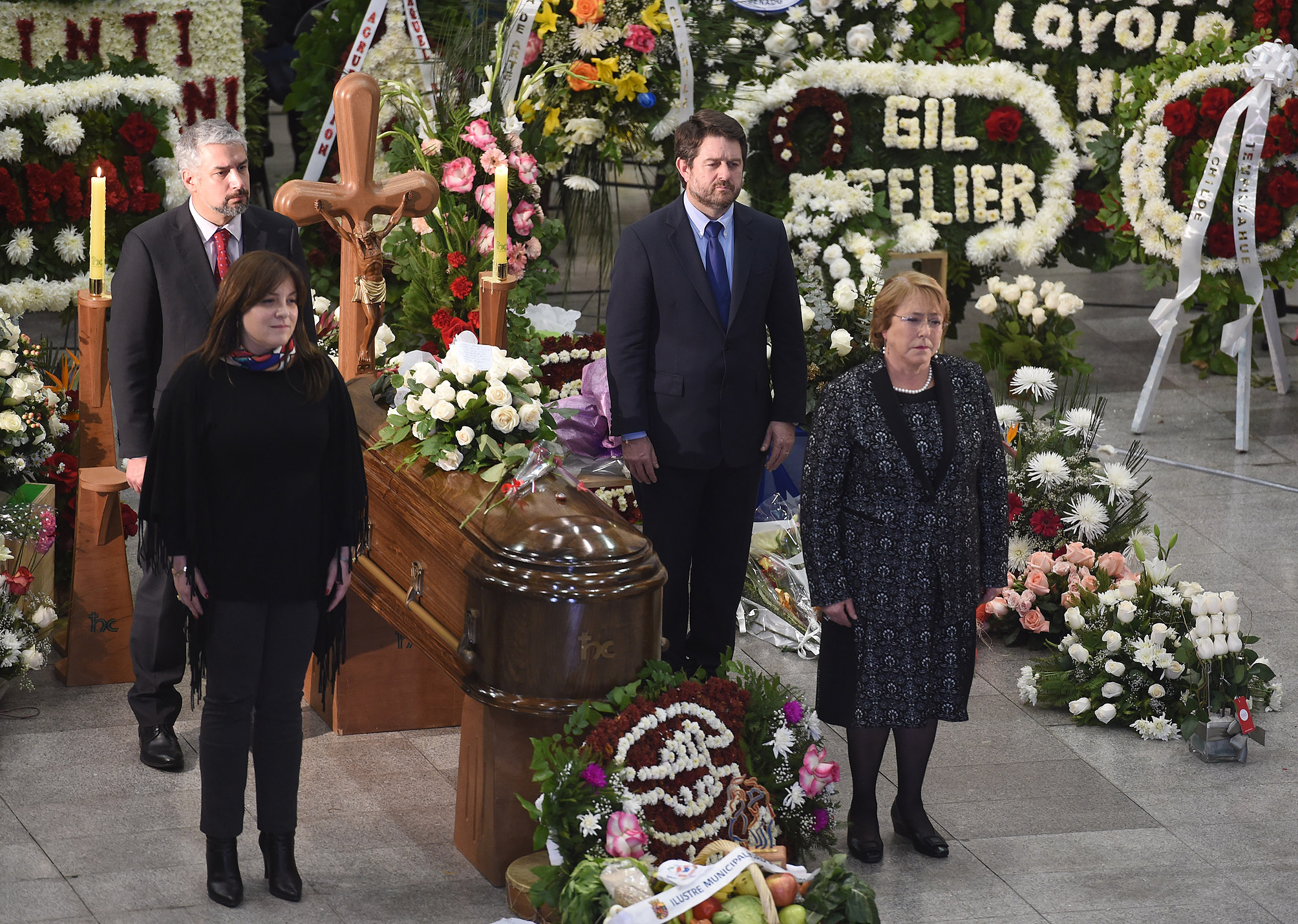
حضور رئيسة تشيلي سابقا ميشال باشليت في جنازة لويولا.

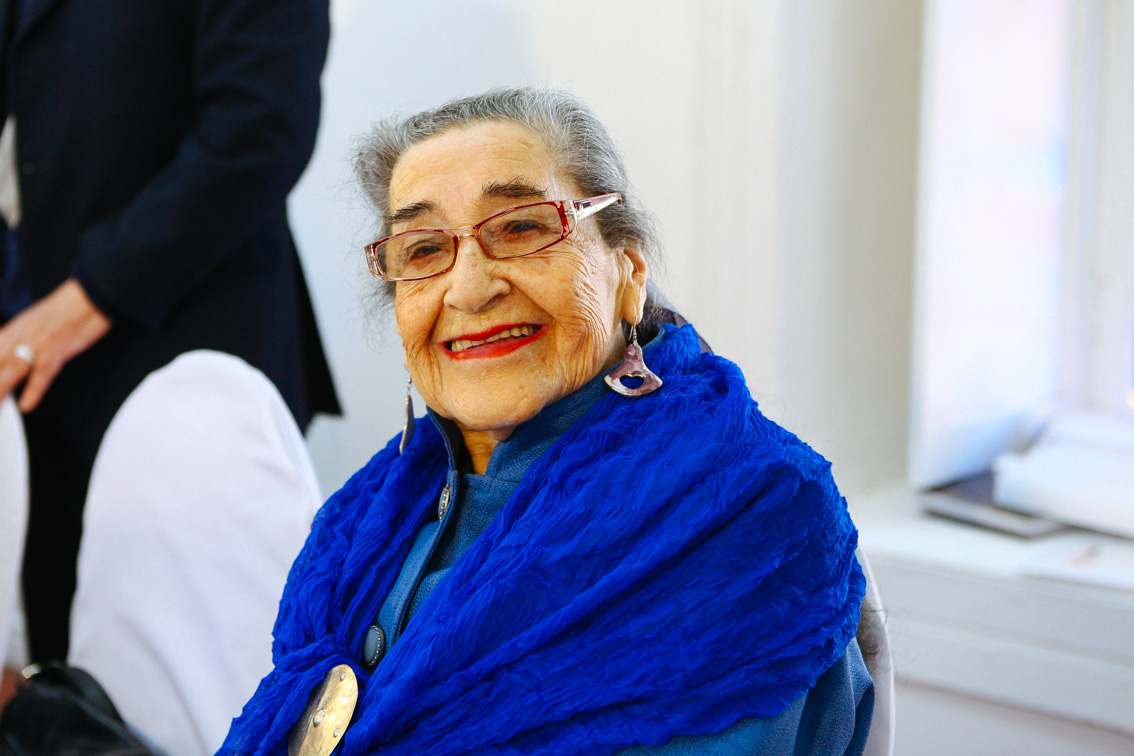
مارغوت لويولا في 2013.

ولدت لويولا في مدينة ليناريس بتشيلي في 1918. درست البيانو مع روسيتا رينارد وإليسا غايان في المعهد الوطني التشيلي للموسيقى، كما درست الغناء مع بلانكا أوسير. في 1952، انغمرت في البحث عن أنواع الرقص في بيرو والأشكال الموسيقية، مثل المارينيرا بالإنجليزية وريسفالوسا. سمح لها هذا بدراسة أصول هذه الرقصات وتمييز أوجه التشابه بين البيرو والتشيلية (ريسفالوسا وكويكا). بعد ذلك، عملت مع بورفيريو فاسكيز، بطريرك الموسيقى السوداء في بيرو، دراست ثقافة الشعب الأصلي لبيرو مع خوسيه ماريا أرغيداس.
بعدها، درست لويولا الموسيقى التقليدية للأرجنتين والأوروغواي، مع كارلوس فيغا لورو أييستاران على التوالي. في 1952، بدأت في بحثها الشهير عن الرقص الاحتفالي لشمال تشيلي، مع روجيليا بيريز ومجموعات وموسيقيين آخرين. بحثت لويولا في الفلكلور وأنواع الموسيقى التقليدية لجميع جهات التشيلي فضلا عن جزيرة القيامة (إقليم تشيلي في المحيط الهادئ). أكملت ونشرت قدرا كبيرا من المواد القيمة التي تم الحصول عليها من بحوثها العلمية، وأصبح ينظر إليها كفنانة وباحثة عظيمة من الدولة.
أنشأت لويولا أول مجموعة تشيلية للموسيقى التقليدية والرقص، مجموعة طلاب مارغوت لويولا (بالإسبانية: The Conjunto de Alumnos de Margot Loyola)‏، وأصبحت فعليا سفيرة غير رسمية للثقافة التشيلية.
في 1972، أصبحت لويولا أستاذة جامعية في جامعة تشيلي، وفي 1988، أصبحت أستاذة فخرية في جامعة فالبارايسو الكاثوليكية. حصلت على جائزة من طرف الجائزة الوطنية للفنون سنة 1994، وعلى الجائزة التشيلية في 2001.
توفت لويولا في 3 غشت 2015، عن عمر يناهز 96 في سانتياغو بتشيلي.

## أعمالها
سجلت أعمال لويولا في عدة كتب، أشرطة فيديو، أشرطة وأقراص مدمجة.

### ببليوغرافيا
- 1980: رقصات الأرض (بالإسبانية: Bailes de tierra)‏
- 1994: إل كاشيمبو (بالإسبانية: El Cachimbo)‏

### فيديوغرافيا
- 1994: الرقصات التشيلية التقليدية (بالإسبانية: Danzas tradicionales de Chile)‏
- 1999: زاماكويكا (بالإسبانية: Zamacueca)‏
- 2001: الأغاني والرقصات الشعبية التشيلية (بالإسبانية: Cantos y Danzas Populares de Chile)‏

### ديسكوغرافيا
- 14 تسجيل غراموفون، 6 أشرطة و7 قرص مدمج بالإضافة إلى إصدارات أخرى في مختلف البلدان الأخرى.

## روابط خارجية
- مارغوت لويولا على موقع ميوزك برينز (الإنجليزية)
- مارغوت لويولا على موقع أول ميوزيك (الإنجليزية)
- مارغوت لويولا على موقع ديسكوغز (الإنجليزية)